# Voghiera
Voghiera (emilián nyelven Ughiéra, ferrarai nyelvjárásban Vughièra) település Olaszországban, Emilia-Romagna régióban, Ferrara megyében. Lakosainak száma 3559 fő (2023. január 1.). Voghiera Argenta, Ferrara, Masi Torello és Portomaggiore községekkel határos.

## Népesség
A település lakossága az elmúlt években az alábbi módon változott:
| Lakosok száma | 3736 | 3694 | 3559 |
|               | 2017 | 2018 | 2023 |